# ماودو مباي
ماودو مالك مباي (مواليد 6 نوفمبر 1995) هو لاعب كرة قدم سنغالي يلعب في مركز الوسط مع نادي فيرتوس فرانكافيلا الإيطالي في الدوري الإيطالي الدرجة الرابعة.

## المسيرة الكروية
بدأ مباي مسيرته في فئات الشباب لنادي ترينتو، بعد مغادرته إفريقيا في ديسمبر 2011. بعد ظهوره لأول مرة مع الفريق الأول في آخر مباراة من الموسم، انضم إلى فريق الدوري الإيطالي الدرجة الأولى كييفو.
في 4 ديسمبر 2013، شارك مباي لأول مرة في مسيرته الاحترافية كلاعب أساسي وكان سببًا في فوز فريقه على ريجينا بنتيجة 4–1 ضمن كأس إيطاليا. وفي 13 يناير من العام التالي، خاض أول مباراة له في الدوري الإيطالي كبديل متأخر وكان سببًا في التعادل 1–1 أمام إنتر ميلان.
في 13 أغسطس 2014، انضم مباي إلى فريق الدوري الإيطالي الدرجة الثانية كاربي على سبيل الإعارة لموسم كامل. وشارك لأول مرة كبديل في مباراة كاربي ضد ليفورنو التي انتهت بالتعادل 1–1 في 30 أغسطس 2014.
عاد مباي إلى كاربي في إعارة جديدة في يوليو 2016. وجُددت الإعارة في 11 أغسطس 2017 ثم مرة أخرى في 2 أغسطس 2018.
في 31 يناير 2019، انتقل إلى كريمونيسي على سبيل الإعارة.
في 23 يناير 2021، وقع مع ماتيليكا.
في 25 أغسطس 2021، انضم إلى فِرمانا.
في 11 أغسطس 2022، انتقل مباي إلى فيتيربيزي.

## الإنجازات

### نادي كاربي
- الدوري الإيطالي الدرجة الثانية: 2014–15

### كييفو بريمافيرا
- بطولة البريمافيرا الوطنية: 2013–2014

## وصلات خارجية
- ماودو مباي  على سكروي